# Abbaye des Dames d'Étrun
L'abbaye des Dames d'Étrun était une ancienne abbaye de nobles filles située sur le territoire de la commune d'Étrun   (Pas-de-Calais), soumises à la règle bénédictine, fut fondée vers 800 par la princesse Béatrix vivant du temps de Charlemagne.
L'abbaye, dédiée à Notre-Dame, fut édifiée à l'emplacement d'un ancien oppidum gaulois.
D'autres sources fondent l'abbaye en 1085 suivant le règne de Karle-le-Grand
L'abbaye se retrouve également dans les toponymes de Strumen, Estreu, Estrum et Parthenon Strumensis.

## Histoire
- L'abbaye fut ruinée par les Normands et rétablie par Gérard II, évêque de Cambrai (1076-1092)[3].
- en 1086 Fulçende  ou Fulgende (décès le 5 août 1126) fille du duc de Bourgogne, devient abbesse et 21 filles d'une ancienne noblesse dotèrent elles-mêmes la maison.

Lambert, évêque d'Arras en fit confirmer les privilèges par le pape Pascal II. Ces dames n'étaient pas cloitrées ; elles faisaient vœux de chasteté, de pauvreté et d'obéissance.
- en 1172 les revenus de l'abbaye était de 22 000 livres.
- Maison de campagne de Monseigneur de la Tour-d'Auvergne : Propriété comprenant une partie de l'oppidum gaulois[4] et où subsistent des vestiges de l'ancienne abbaye des Dames. (inscription par arrêtés du 29 novembre 1985 et du 26 février 1993)[5],[6]

## Liste des abbesses
La liste des abbesses est facilement détaillée dans le livre de Nicolas Viton de Saint-Allais Nobiliaires universel de France : ou recueil général des généalogies historiques des maisons de nobles de ce royaume -1843 - page 417 * 420 - archive de la Bibliothèque cantonale et universitaire de Lausanne - numérisé en accès par Google Books. Ce document conforte la fondation de l'abbaye vers 800.
- 1086-1126 : Fulgende de Bourgogne
- 1126-1142 : Béatrice
- 1142-1178 : Marie I
- 1178-1189 : Mathilde de Sotteghem
- 1189-1205 : Adèle I
- 1205-1221 : Agnès de Wignacourt
- 1221-1269 : Marie II de Fosseux
- 1269-1272 : Marie III de Saveuse
- 1272-1284 : Ide de Clary
- 1284-1298 : Amisse de Vaincourt
- 1298-1316 : Marie IV de Paris
- 1316-13?? : Marguerite I de Fosseux
- 13??-13?? : Benoîte de Maronière
- 13??-1330 : Adèle II de Douay
- 1330-1364 : Eustachie du Bousquet
- 1364-1371 : Marguerite II de Dainville
- 1371-137? : Marie V de Vaincourt
- 137?-137? : Marie VI de Vaux
- 137?-1377 : Roberte d’Auxy
- 1377-1380 : Jeanne I de Sapignies
- 1380-1400 : Jeanne II des Plancques de Wendin
- 1400-1410 : Jacobine I du Mont-Saint-Eloi
- 1410-1443 : Jeanne III de Rivière
- 1443-144? : Thomasse de Calonne
- 144?-1446 : Marguerite III de Noyelles
- 1446-1471 : Jacquette I de Béthencourt
- 1471-1493 : Marguerite IV de Ranchicourt de Divion
- 1493-1524 : Jacquette II de Bussy
- 1524-1530 : Jeanne IV de Ranchicourt de Divion
- 1530-1569 : Jeanne V du Pré de La Chaussée
- 1569-1584 : Madeleine I de Warluzel
- 1584-1589 : Elisabeth I de Vaulx
- 1589-1602 : Marguerite IV de La Chapelle
- 1602-1605 : Jeanne VI de Bayart de Gantaut
- 1605-1621 : Claudine I de Belvalet
- 1621-1625 : Jacobine II de Plouich
- 1625-1636 : Elisabeth II de Hauteclocque de Quatrevaux de Wail
- 1636-1652 : Elisabeth III d’Antin de Baillon de Fontaine
- 1652-1662 : Jeanne VII de Hauteclocque de Quatrevaux de Wail
- 1662-1668 : Geneviève de Bourgeoise de Pomerval
- 1668-1695 : Marie VII Marguerite de Tramecourt
- 1695-1740 : Marie VIII Madeleine-Antoinette Bochart de Champagny
- 1740-1754 : Charlotte-Honorée Bochart de Champigny
- 1754-1759 : Marie IX Anne-Louise-Elisabeth-Marie Aprix de Morienne
- 1759-1789 : Marie X Philippine-Sabine de Genevières de Samettes
- 1789-1790 : Marie XI Henriette-Constance de Beauffort de Lassus

Source : Gallia Christiana

## Hydrologie
- Ce lieu était célèbre par ses sources d'eau chaude qui allaient se perdre dans la Scarpe.